# Young (rivier in West-Australië)
De Young is een rivier in de regio Goldfields-Esperance in West-Australië.
Volgens onderzoek van Von Brandenstein in 1988 vormde de rivier de grens tussen de Wudjaarri en de Nyungarra Aborigines. John Septimus Roe vernoemde de rivier tijdens een expeditie in 1848 naar de toenmalige Zuid-Australische gouverneur Henry Fox Young.
De Young ontstaat nabij Benelong, ten zuiden van het nationaal park Frank Hann. De rivier stroomt ongeveer 95 kilometer kilometer in zuidoostelijke richting, alvorens 60 kilometer ten westen van Esperance in 'Stokes Inlet' uit te monden. Ze wordt door onder meer de 'Yerritup Creek' en de 'Cascade Creek' gevoed. De rivier stroomt door enkele permanente waterpoelen die 's zomers belangrijke drinkplaatsen voor de plaatselijke fauna zijn.
Sinds de jaren 1950 is ongeveer 60 % van het stroomgebied van de Young ontbost. De ontbossing heeft verzanding van de waterpoelen tot gevolg. Het rivierwater is van nature zout maar het zoutgehalte varieert. Als het stroomgebied zware neerslag kent is het minder zout.